# Яланець (річка)
Яла́нець  — річка в Україні, в межах Бершадського району Вінницької області, Гайворонського району Кіровоградської області та Савранського району Одеської області. Ліва притока Савранки (басейн Південного Бугу). 

## Опис
Довжина 52 км, площа водозбірного басейну 351 км². Похил річки 3,5 м/км. Долина трапецієподібна, завширшки до 2—3 км. Заплава завширшки до 200 м. Річище помірно звивисте, на окремих ділянках випрямлене. Влітку у верхній течії пересихає. Використовується на технічне водопостачання і зрошування. 

## Розташування
Яланець бере початок у селі Яланці. Тече спершу на південний схід, далі — переважно на схід, у пониззі — знову на південний схід. Впадає до Савранки при східній околиці с. Осички.

## Притоки
- Річка без назви - права притока. Протікає у Бершадській міській громаді. Довжина річки 5 км, площа басейну 43,6 км². Бере початок на південному сході від села Яланця. Тече переважно на південний схід через село Лісниче і впадає у Яланець за 43 км вій його гирла.[1]
- Річка без назви - права притока. Протікає у Бершадській міській громаді. Довжина річки 8 км, площа басейну 20,8 км². Бере початок у селі Вовчок. Тече переважно на північний схід і у Михайлівці впадає у Яланець за 37 км від його гирла.[1]
- Романівка (ліва).